# Pulau Pasitanete
Pulau Pasitanete är en ö i Indonesien.   Den ligger i provinsen Sulawesi Selatan, i den centrala delen av landet, 1 500 km öster om huvudstaden Jakarta. Arean är 2,8 kvadratkilometer.
Terrängen på Pulau Pasitanete är platt. Öns högsta punkt är 40 meter över havet. Den sträcker sig 1,8 kilometer i nord-sydlig riktning, och 2,2 kilometer i öst-västlig riktning.